# Centronycteris centralis
Centronycteris centralis (Thomas, 1912) è un pipistrello della famiglia dei Emballonuridi diffuso nell'America centrale e meridionale.

## Descrizione

### Dimensioni
Pipistrello di piccole dimensioni, con la lunghezza totale tra 60 e 93 mm, la lunghezza dell'avambraccio tra 42 e 49 mm, la lunghezza della coda tra 18 e 40 mm, la lunghezza del piede tra 7 e 9 mm, la lunghezza delle orecchie tra 11 e 20 mm e un peso fino a 6 g.

### Aspetto
La pelliccia è lunga e densa. Il colore generale del corpo è giallastro opaco o bruno-grigiastro, con dei riflessi bruno-arancio sulla groppa e sull'uropatagio. Il muso è privo di peli e rosato. Le orecchie sono lunghe, falciformi e appuntite. Le membrane alari sono nerastre. La coda è corta e perfora a circa metà della sua lunghezza la superficie dorsale dell'ampio uropatagio. Il calcar è lungo quanto la tibia. Il cariotipo è 2n=28 FN=46 o 48.

## Biologia

### Comportamento
Si rifugia nelle cavità degli alberi, o sotto grandi foglie di alberi come Philodendron. Il volo è lento ma preciso. Gli individui possono pattugliare la stessa area più volte.

### Alimentazione
Si nutre di insetti, particolarmente di omotteri e coleotteri, raccolti sulle foglie o sui rami degli alberi.

### Riproduzione
Femmine gravide sono state catturate in maggio, mentre altre che allattavano sono state catturate in Perù a fine novembre.

## Distribuzione e habitat
Questa specie è diffusa dal Messico meridionale, attraverso il Belize Guatemala e Honduras settentrionali, Nicaragua orientale, Costa Rica, Panama, Colombia, Venezuela occidentale, Ecuador, Perù settentrionale e orientale e Bolivia nord-occidentale.
Vive nelle foreste sempreverdi, semi-decidue e secondarie.

## Conservazione
La IUCN Red List, considerato il vasto areale, classifica C.centralis come specie a rischio minimo (Least Concern)).